# Fuhlrott-Museum

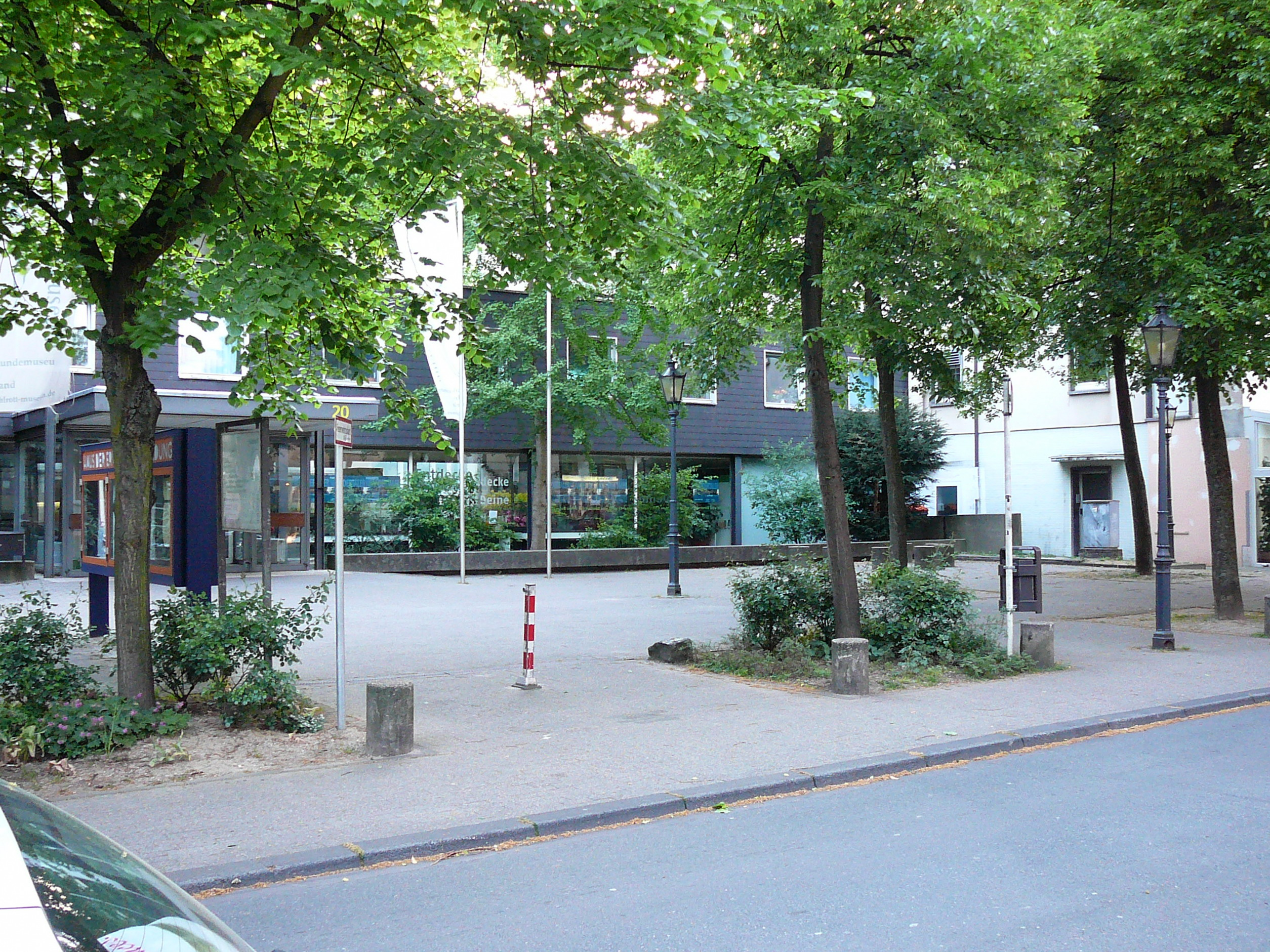
Der Eingangsbereich des Museums, als es noch geöffnet war (2007)

Das Fuhlrott-Museum war ein naturkundliches Museum in Wuppertal. Das von Fördervereinen und der Stadt Wuppertal unterhaltene Museum sah sich steigenden Sparzwängen ausgesetzt, was zunächst zu einer Einschränkung des Angebotes führte. Die gesamte Sammlung, die nicht komplett der Öffentlichkeit präsentiert werden konnte, umfasste unter anderem 60.000 Fossilien und Mineralien, 220.000 Käfer, weitere Insekten, und Vogelpräparate. Das Museum war nach dem Wuppertaler Naturforscher Johann Carl Fuhlrott benannt.

## Geschichte

### Museumsbetrieb
Das Museum war 1892 aus der Sammlung des Naturwissenschaftlichen Vereins von Elberfeld und Barmen (gegründet 1846) unter der Leitung von Dr. Johann Carl Fuhlrott hervorgegangen. Fuhlrott erkannte als erster Wissenschaftler in den im Neandertal gefundenen Schädelknochen die sterblichen Überreste eines anderen Typus der Gattung Mensch, den Homo neanderthalensis.
Nachdem die Sammlung in den folgenden Jahrzehnten an verschiedenen Orten in Barmen und Elberfeld beheimatet gewesen war, war sie seit April 1967 am letzten Standort Auer Schulstraße Ecke Friedrich-Ebert-Straße untergebracht, wenige hundert Meter westlich der Innenstadt von Elberfeld.
Im Frühjahr 2003 gab es gravierende Etatkürzungen und Direktor Hans-Hermann Schleich gab die Leitung des Museums ab. Der Naturwissenschaftliche Verein führte das Haus ehrenamtlich weiter.

### Schließung
Ende März 2008 wurde das Museum für immer geschlossen. Schon länger davor war bekannt geworden, dass die städtischen Gebäude, in denen das Museum untergebracht war, grundlegend saniert werden mussten. Nach der Sanierung sollte der Gebäude-Komplex ganz von der Volkshochschule genutzt werden. Für die naturkundliche Sammlung wurde zunächst ein neuer Standort gesucht. Es gab Pläne für die Verlegung in die Zoo-Gaststätten am Wuppertaler Zoo oder in das Gebäude der ehemaligen Reichsbahndirektion Elberfeld. Aufgrund von Sparzwängen der Stadt Wuppertal blieben diese im Ideenstadium stecken, denn die Zoo-Gaststätten hätten dafür vorher ebenfalls noch umfangreich saniert werden müssen. Im Juni 2008 wurden dann alle Exponate zunächst in Container  am Katernberger Schulweg eingelagert, bis sich eine dauerhafte Lösung fände.
Im Dezember 2010 wurde dann bekannt, dass die meisten Exponate inzwischen als Leihgaben an andere Museen und Einrichtungen abgegeben worden waren und das Fuhlrott-Museum „faktisch nicht mehr existent“ sei. Die Leihgaben hätten von der Stadt Wuppertal bis 2014 zurückgefordert werden können; seitdem gelten die Exponate als Schenkung. Das Depot am ehemaligen Schulgebäude am Katernberger Schulweg sollte bis Jahresende 2011 aufgelöst, das Gebäude abgerissen und das Grundstück veräußert werden. Die Exponate hätten ursprünglich dann erst einmal zur Münzstraße verlagert werden sollen. In einem Interview hatte  sich Will Baltzer, der Vorsitzende des Fördervereins Fuhlrott-Museum, zuversichtlich gezeigt, dass es in der Münzstraße eine Zwischenlösung geben könne: Es habe ein Plan bestanden, dort in Zusammenarbeit mit dem Leiter des Historischen Zentrums, Eberhard Illner, eine Schausammlung für Schulklassen als Zwischenlösung zu schaffen. Seiner Meinung nach wären danach die Zoo-Gaststätten als späterer Ausstellungsort/Museumsstandort am besten geeignet gewesen. Der Vorsitzende des Naturwissenschaftlichen Vereins, Wolf Stieglitz, widersprach allerdings im Frühjahr 2011 der Aussage Baltzers und sah keine Chance für eine Wiederbelebung des naturwissenschaftlichen Museums.
2013 gab die Stadt Wuppertal die lepidopterologische Sammlung, an der Friedhelm Nippel maßgeblich beteiligt gewesen war, als Schenkung an den Aquazoo – Löbbecke Museum in Düsseldorf. Bereits 2009 hatte das LWL-Museum für Naturkunde in Münster die Herbar-Bestände des Fuhlrott-Museums, zu der auch eine bedeutende Pilzsammlung gehörte, übernommen und sie in sein Herbarium integriert.
Das ehemalige Museumsgebäude wird nun von der Bergischen Volkshochschule und dem Wuppertaler Medienzentrum genutzt.

## Ausstellung
Das Museum setzte seinen Schwerpunkt auf naturkundliche Exponate, wobei in den Sonderausstellungen auch teilweise völkerkundliche Themen behandelt wurden. Die Ausstellung gliederte sich in zwei Bereiche:
- Die Dauerausstellung zeigte unter anderem die heimische Fauna anhand zahlreicher Tierpräparate sowie die Entwicklung der Arten durch die Evolution. Ferner wurden zahlreiche Fossilien, aber auch Mineralien und einige lebende Tiere gezeigt.
- In den beiden Räumen der Wechselausstellung wurden Exponate zu einem bestimmten Thema zeitlich befristet ausgestellt.